# Силич, Кирилл Евгеньевич
Кирилл Евгеньевич Силич (укр. Кирило Євгенович Сіліч; род. 3 августа 1990, Одесса) — украинский футболист, полузащитник

## Биография
Воспитанник одесской ДЮСШ-11. Действует на позиции атакующего либо флангового полузащитника.
На профессиональном уровне начал выступать в клубе украинской первой лиги «Днестр» (Овидиополь), в котором он провёл наибольшее количество матчей на клубном уровне в украинском первенствее. Также, в украинской карьере Силича были команды «Княжа-2» (Счастливое) и «Нива» (Винница).
В 2014 году ему поступает предложение от команды элитного дивизиона Эстонии «Калев» (Силламяэ), в которой одним из тренеров работал луганчанин Вадим Добижа. В команде Силич провёл два успешных сезона. В 2014 году с «Калевом» занимает второе место в чемпионате и дебютирует в Лиге Европы.
Зимой 2016 года принял приглашение латышской команды «Елгава». В мае в финале Кубка Латвии забил победный гол в ворота юрмальского «Спартака».
С весны 2017 года выступал во втором дивизионе чемпионата Литвы за «Дайнаву». В конце июля Силича пригласил клуб высшего литовского дивизиона «Йонава».

## Достижения
- Обладатель Кубка Латвии 2016 года.
- Серебряный призёр чемпионата Эстонии 2014 года.
- Серебряный призёр чемпионата Латвии 2016 года.
- Финалист Кубка Эстонии 2016 года.
- Победитель второй лиги Украины группы «А» 2007 года.
- Бронзовый призёр второй лиги Украины группы «А» 2009 года.